# Notes and Queries
Notes and Queries est une revue scientifique trimestrielle fondée en 1849 qui publie de courts articles sur la langue et la littérature anglaises, la lexicographie, l'histoire et l'antiquariat scientifique. Le modèle de question et réponse de cette revue a inspiré L'Intermédiaire des chercheurs et curieux de France et le Bulletin des recherches historiques du Québec.